# Habarovszki határterület
A Habarovszki határterület (oroszul Хабаровский край) az Oroszországi Föderáció tagja. Székhelye Habarovszk. 2010-ben népessége 1 343 869 fő volt.
Határos a Tengermelléki határterülettel, a Zsidó autonóm területtel, az Amuri területtel, Jakutfölddel és a Magadani területtel.

## Népesség
A lakosság döntő többsége orosz nemzetiségű, de számos kis létszámú őshonos nemzeti kisebbség is lakja.
- 2002-ben 1 436 570 lakosából 1 290 264 orosz (89,82%), 48 622 ukrán (3,38%), 10 993 nanaj, 9 519 koreai, 4 533 evenk, 3 815 kínai, 2 718 ulcs, 2 452 nivh, 1 272 even, 613 udege, 505 negidál, 426 orocs.
- 2010-ben 1 343 869 lakosából 1 183 292 orosz (88,05%), 26 803 ukrán (1,99%), 11 009 nanaj, 8 015 koreai, 4 654 evenk, 3 898 kínai, 2 621 ulcs, 2 149 nivh, 620 udege, 575 even, 480 negidál, 441 orocs, 430 taz.

### Települések
A Habarovszki határterületen (a 2010. évi népszámláláskor) 7 város, 24 városi jellegű település és 427 falusi település található, mely utóbbiak közül 28 lakatlan. A városi jellegű települések száma 1987-ben még 31 volt, a Szovjetunió megszűnése óta azonban sokuk elvesztette e címét és faluvá alakult, Oroszország más területeihez hasonlóan.
A 2010. évi népszámlálás adatai szerint a Habarovszki határterületen igen magas, 82% a városi (városokban vagy városi jellegű településeken élő) népesség aránya. A legnagyobb falu népessége meghaladja a kilencezer főt, és összesen 15-é éri el a háromezret, melyek együttesen a határterület lakosainak 5,5%-a számára nyújtanak otthont. A településhálózat döntő részét azonban a legfeljebb néhány száz lakosú aprófalvak alkotják.
A Habarovszki határterület városai a következők (2010. évi népességükkel):
- Habarovszk (577 441)
- Komszomolszk-na-Amure (263 906)
- Amurszk (42 970)
- Szovjetszkaja Gavany (27 712)
- Nyikolajevszk-na-Amure (22 752)
- Bikin (17 154)
- Vjazemszkij (14 555)

## Közigazgatás és önkormányzatok
A Habarovszki határterület (a 2010. évi népszámláláskor) közigazgatási szempontból 17 járásra oszlik. A 7 város közül Vjazemszkij kivételével valamennyi határterületi alárendeltségű, így ezek nem tartoznak egyik járáshoz sem.
Az önkormányzatok területi beosztása nagyjából megegyezik a közigazgatási felosztással. A 17 járás mindegyikében járási önkormányzat működik, a két legnagyobb város, Habarovszk és Komszomolszk-na-Amure pedig a járásoktól független városi körzetet alkot, melyek egyszintű önkormányzatok, egyszerre gyakorolják a járási és a községi önkormányzati hatásköröket. A közigazgatási beosztás szerint a járásoktól független Amurszk, Bikin, Nyikolajevszk-na-Amure, Szovjetszkaja Gavany és Vjazemszkij viszont nem alkotnak városi körzetet, hanem annak a járási önkormányzatnak vannak alárendelve, amelynek a területén fekszenek. A járásokhoz összesen 29 városi község – ezek székhelye egy város vagy városi jellegű település – és 187 falusi község tartozik. A határterületen található 6 községközi terület is, melyek valamely járásnak a községekhez nem tartozó, ritkán lakott területei.
Közigazgatási szempontból tehát a Habarovszki határterület 17 járásra és 6 városra tagozódik, míg önkormányzati rendszerét 17 járási önkormányzat és 2 városi körzet, a járási önkormányzatoknak alárendelve pedig 29 városi és 187 falusi község alkotja.
A járások és székhelyeik:
- Ajan-majai járás (Ajan)
- Amurszki járás (Litovko, korábban Amurszk)
- Bikini járás (Bikin)
- Felső-burejai járás (Csegdomin)
- Habarovszki járás (Habarovszk)
- Komszomolszki járás (Komszomolszk-na-Amure)
- Lazo járás (Perejaszlavka)
- Nanaj járás (Troickoje)
- Nyikolajevszki járás (Nyikolajevszk-na-Amure)
- Ohotszki járás (Ohotszk)
- Polina Oszipenko járás (Polina Oszipenko-falu)
- Szolnyecsniji járás (Szolnyecsnij)
- Szovjetszkaja Gavany-i járás (Szovjetszkaja Gavany)
- Tugur-csumikani járás (Csumikan)
- Ulcs járás (Bogorodszkoje)
- Vanyinói járás (Vanyino)
- Vjazemszkiji járás (Vjazemszkij)

## Politikai vezetés
A Habarovszki határterület élén a kormányzó áll:
- Vjacseszlav Ivanovics Sport: 2009–2018. szeptember 28.

A 2018. szeptember 9-i kormányzóválasztáson egyik jelölt sem szerezte meg a szavazatok 50%-át. A szeptember 23-i második fordulót, ahol csak az első két helyezett indulhatott, Szergej Ivanovics Furgal (Liberális Demokrata Párt) nyerte a hivatalban lévő kormányzó, Vjacseszlav Ivanovics Sport (Egységes Oroszország párt) előtt.
- Szergej Ivanovics Furgal: 2018. szeptember 28-tól[3] 2020. július 20-ig.

A hivatalban lévő kormányzót 2020. július 9-én őrizetbe vették több vállalkozó ellen 2004-2005-ben elkövetett merényletek, illetve gyilkosságok megrendelésének gyanúja miatt. Az ügynek politikai felhangja is van, minthogy a kormányzó az ellenzéki Liberális Demokrata Párt (LDP) tagja. 2020. július 20-án Szergej Furgalt bizalomvesztés (utrata doverija) miatt Putyin elnök megfosztotta hivatalától.
- Mihail Vlagyimirovics Gyegtyarjov (LDP): 2020. július 20-án Putyin elnök kinevezte a kormányzói feladatokat ideiglenesen ellátó megbízottnak. Kinevezése a következő kormányzói választásig (2021. szeptember) szól.[6]

A 2021. szeptember 20-i választáson győzött, és szeptember 24-én mint megválasztott kormányzót beiktatták hivatalába.